# Rio Preto do Itambé
O rio Preto do Itambé é um curso de água do estado de Minas Gerais, Região Sudeste do Brasil, pertencente à bacia do rio Doce. Nasce na vertente leste da Serra do Cipó e deságua na margem esquerda do rio Santo Antônio.